# Национальный день Гибралтара

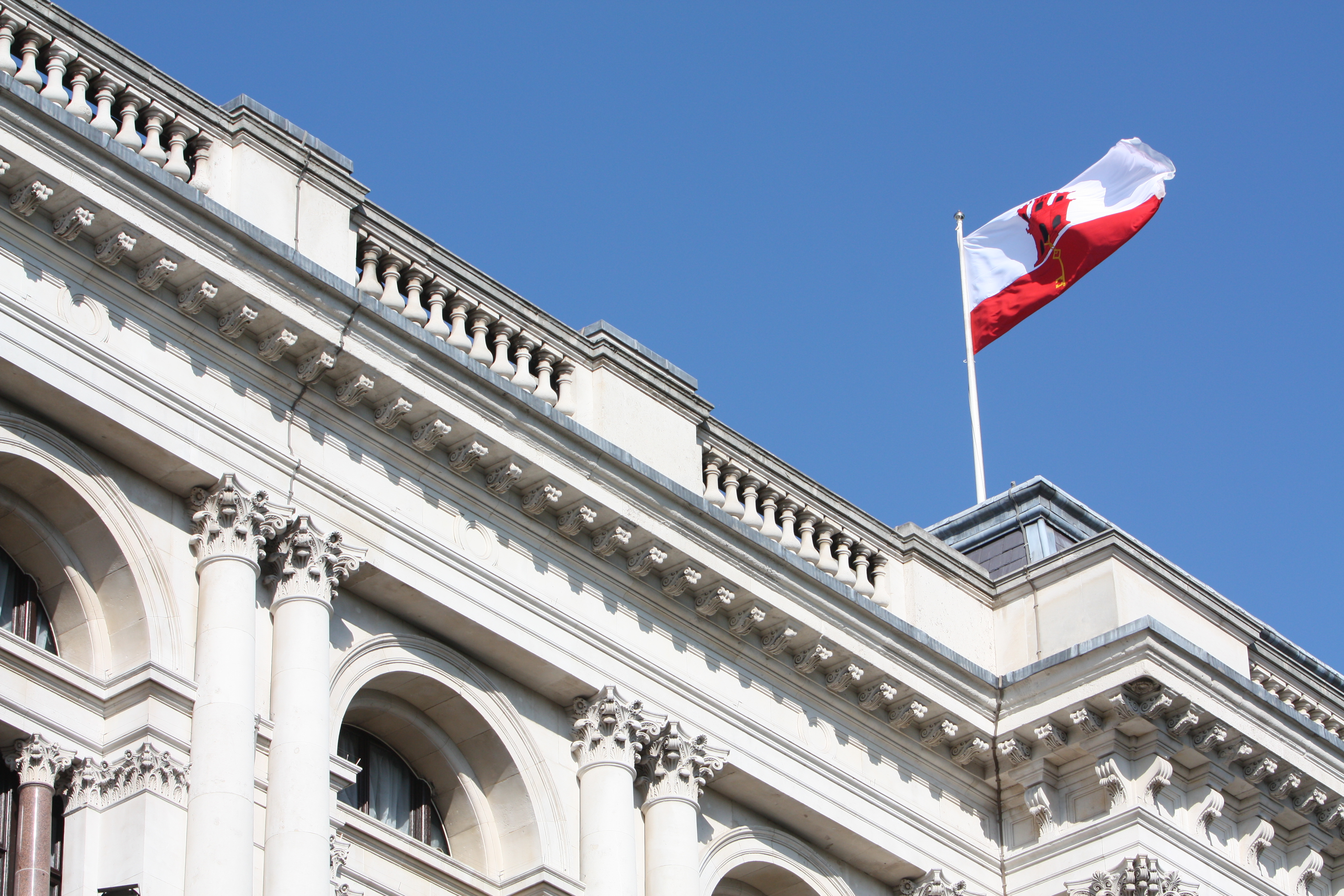
Флаг Гибралтара, поднятый над Форин-офис в Лондоне во время празднования Национального дня Гибралтара в 2013 году

Национальный день Гибралтара (англ. Gibraltar National Day) — государственный праздник британской заморской территории Гибралтар, отмечаемый ежегодно 10 сентября. Праздник установлен в честь первого референдума о суверенитете, состоявшегося в 1967 году. На этом референдуме гибралтарцы высказались за сохранение связей с Великобританией и расширение собственной автономии и отказались от перехода под испанский суверенитет.

## История
В 1992 году главный министр Гибралтара Джо Боссано лично обратился в ООН с требованием предоставить гибралтарцам права на самоопределение. В поддержку этого требования сформировалась группа Self Determination for Gibraltar Group (SDGG), во главе которой встал Деннис Мэттьюс, некоторое время состоявший в Партии интеграции с Британией (IWBP). Для обеспечения поддержки самоопределения со стороны населения был впервые проведён Национальный день Гибралтара. Празднества прошли на Джон-Макинтош-Сквер 10 сентября 1992 года, в 25-ю годовщину со дня первого гибралтарского референдума о суверенитете. По совпадению, в этот же день в 1964 году Гибралтарский законодательный совет стал органом народных представителей и получил полномочия во внутренних делах.
Идея праздника оказалась столь популярна, что толпа людей, желавших принять в нём участие, переполнила площадь. Тогда Правительство Гибралтара решило помочь в организации празднований, поскольку занималось в ООН вопросом самоопределения с 1963 года. Праздник получил официальный статус и стал нерабочим днём, а впользу SDGG был выделен грант. В 1993 году мероприятие перенесли на более крупную площадь Гранд-Кейзмейтс-Сквер, а в 1998 — на ещё более обширную Нэйвал-Граунд.